# Chaise à bras

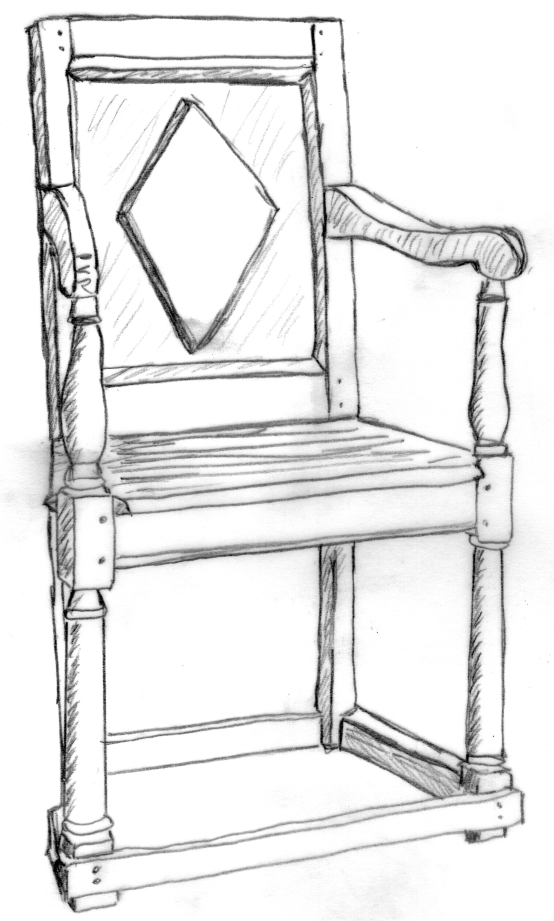
Chaise à bras fin XVIe siècle.

La chaise à bras est un siège, dérivé de la caquetoire et du fauteuil, munie d’accoudoirs et d’un dossier.
Si la chaise à bras, traditionnellement de bois et offrant une assise trapézoïdale, est moins confortable que le fauteuil, elle s’en inspire par le luxe et le capitonnage du dossier et de l’assise, ce qui en rend difficile la différenciation. 
La distinction n'est pas seulement d'ordre historique, mais aussi fonctionnelle : le fauteuil faudesteuil, apparu au début du XVIIe siècle, est un siège à bras et à haut dossier permettant de protéger le dos et la nuque des courants d'air que l'on trouve jusqu'à l'époque de Louis XIII, tandis que les chaises à bras ont un dossier plus bas, ils sont plus mobiles[pas clair].
Les chaises dite « caquetoire » ont un siège en forme de trapèze très large vers l'avant et des accoudoirs ouverts et évasés pour permettre aux femmes de s'y asseoir avec les robes à large vertugadin à la mode à la fin du XVIe siècle.
D’autres chaises à bras identiques ont des fonctions bien particulières et les accoudoirs ont une fonction spécialisée comme la Chaise d'enfant ou la chaise percée.